# Prolazna obrada
Prolazna obrada (eng. straight-through processing, STP) je proces kontinuirane, potpuno automatizirane obrade informacija. Primarni podaci mogu se generirati i automatskim sustavima i ručnim unosom, ali je njihov naknadni prijenos i obrada potpuno automatski.
U užem smislu, STP tehnologija pretpostavlja da brokersko društvo djeluje kao automatski posrednik između klijenata i vanjskog tržišta. Narudžbe klijenata automatski se prosljeđuju radi zaključivanja transakcija na vanjskom tržištu ili velikoj drugoj ugovornoj strani.

## Transakcije
STP je razvijen za trgovanje dionicama početkom 1990 -ih u Londonu za automatiziranu obradu na burzama.
U prošlosti je za plaćanja uvijek bio potreban ručni rad. Proces je često trajao nekoliko sati. Osim toga, dodatna ljudska intervencija dovela je do većeg rizika od pogrešaka.
Uz STP, transakcije novcem ili vrijednosnim papirima mogu se obraditi i zaključiti istog dana.
Plaćanja i dalje mogu biti ne-STP zbog različitih razloga.

## Prednosti
S potpunim uvođenjem, STP može pružiti upraviteljima imovine prednosti kao što su kraći ciklusi obrade, smanjeni rizik izračuna i niži operativni troškovi.
Neki industrijski analitičari vjeruju da je 100% automatizacija nedostižan cilj. Umjesto toga, oni promiču ideju povećanja razina internog STP -a unutar tvrtke, potičući grupe tvrtki na zajednički rad na poboljšanju kvalitete automatizacije transakcijskih informacija među sobom, bilo bilateralno ili kao korisnička zajednica (vanjski STP). Drugi analitičari, međutim, vjeruju da će STP biti postignut pojavom poslovne interoperabilnosti.